# تاتیانا پترووا
تاتیانا پترووا (روسی: Татьяна Владимировна Петрова؛ زادهٔ ۲۲ مهٔ ۱۹۷۳) بازیکن واترپلو اهل روسیه است.